# Splendeuptychia butleri
Splendeuptychia butleri är en fjärilsart som beskrevs av J. Peter Maassen och Gustav Weymer 1890. Splendeuptychia butleri ingår i släktet Splendeuptychia och familjen praktfjärilar. Inga underarter finns listade i Catalogue of Life.